# Robert Wrenn
Robert " Bob " Duffield Wrenn, né le 20 septembre 1873 à Highland Park (Illinois) et décédé le 12 novembre 1925 à New York, est un ancien joueur de tennis américain.
Il a remporté quatre fois l'US Open en simple (en 1893, 1894, 1896 et 1897) et une fois en double (en 1895). Il fut président de l'United States National Lawn Tennis Association de 1912 à 1915.
Il est membre du International Tennis Hall of Fame depuis 1955.